# Kane Richmond
Kane Richmond (23 de diciembre de 1906 – 22 de marzo de 1973) fue un actor cinematográfico de nacionalidad estadounidense, activo en las décadas de 1930 y 1940, y cuya carrera transcurrió principalmente en el género cliffhanger y en los seriales. Es sobre todo conocido por encarnar a Lamont Cranston en los filmes de La Sombra, además de por su papel principal en los exitosos seriales Spy Smasher y Brick Bradford.

## Biografía

### Inicios
Su verdadero nombre era Frederick William Bowditch, y nació en Minneapolis, Minnesota, siendo sus padres Pearlie Watkins Bowditch y Mary Elizabeth Waters. Tenía una hermana, Marie, y un hermano, Russell. Cursó estudios en el St. Thomas College y en la Universidad de Minnesota jugando al fútbol en ambos centros.
A finales de los años 1920 decidió mudarse a Hollywood, California, con el fin de iniciar una carrera como actor.

### Cine
Antes de hacerse actor, Richmond (entonces todavía llamado Fred Bowditch) fue vendedor cinematográfico. Se encontraba trabajando en Hollywood en un viaje de negocios cuando un ejecutivo de Universal le propuso hacer una prueba para actuar en el serial de acción The Leather Pushers. Consiguió el papel, confirmando así una carrera en el cine que se desarrolló hasta finales de los años 1940.
Antes de ello había tenido algunas actuaciones sin reflejo en los créditos, dos de ellas en 1929 con Song of Love y Their Own Desire. El papel principal en el serial sobre boxeo The Leather Pushers se mantuvo en once filmes rodados hasta el año 1931. Richmond interpretó él mismo todas las escenas de lucha del serial, sufriendo por ello dos fracturas nasales y una fractura de tobillo. A partir de entonces, y hasta el año 1939, Richmond actuó en cincuenta producciones, muchas de ellas de género cliffhanger, seriales, y películas de serie B. 
Richmond odiaba ser doblado, por lo que en The Devil Tiger (1934), el director Clyde E. Elliott permitió que su estrella luchara con una serpiente pitón de 25 pies. En esa escena intervenía también la actriz Marion Burns, su esposa a partir de 1934, con la que tuvo dos hijos y con la que permaneció casado hasta el momento de su muerte.
En el serial Spy Smasher, de Republic Studios, Richmond interpretaba, no solo al personaje del título, sino también a su hermano gemelo (el cual no aparecía en el cómic).
Richmond actuó también en varias películas de Charlie Chan, y en 1940 hizo un importante papel secundario en Knute Rockne, All American, película protagonizada por Pat O'Brien, Gale Page y Ronald Reagan. Desde 1940 hasta 1946 intervino en un total de treinta películas, entre ellas algunas de sus más conocidas, tres de la serie La Sombra, que protagonizó con Barbara Read. 
Tras esas películas su carrera empezó a declinar considerablemente, rodando únicamente tres cintas en 1947 y 1948. En los años 1950 y 1960 actuó en varias producciones televisivas, y en 1966 decidió retirarse. 
Kane Richmond falleció en Corona Del Mar, Newport Beach, California, en 1973. Tenía 66 años. Fue enterrado en el Cementerio de Holy Cross, en Culver City.

## Selección de su filmografía
- Strangers May Kiss (1931)
- Stepping Out (1931)
- Huddle (1932)
- The Crime of Helen Stanley (1934)
- Nancy Steele Is Missing! (1937)
- Flash Gordon's Trip to Mars (1938)
- Charlie Chan in Reno (1938)
- Chicken Wagon Family (1939)
- The Return of the Cisco Kid (1939)
- The Escape (1939)
- Charlie Chan in Panama (1940)
- Murder Over New York (1940)
- Riders of the Purple Sage (1941)
- Action in the North Atlantic (1943)
- Bermuda Mystery (1944)
- The Shadow Returns (1946)
- Behind the Mask (1946)
- The Missing Lady (1946)
- Stage Struck (1948)